# Marca.br
Marca.br, originalmente conhecido como Marca Campeão!, foi um jornal esportivo diário publicado no Rio de Janeiro e em São Paulo pelo Grupo O Dia, que circulou entre 2010 e 2012. O jornal passou a chamar-se Marca.br em 18 de outubro de 2010 para aproximar-se com o espanhol Marca, com quem mantinha parceria. Na mesma data, o jornal deu início a um programa diário na televisão, em parceria com o canal Esporte Interativo. Lançado com o objetivo de se tornar o principal título esportivo do Brasil, o jornal teve suas atividades encerradas em 7 de novembro de 2012, apenas dois anos após ser lançado.